# Machapuchare
Machapuchare (o Machchapuchchare) è una montagna nell'Himalaya nepalese, alta 6993 metri; si erge di fronte alla città di Pokhara, ed è una montagna sacra per le popolazioni locali; per la sua forma slanciata ed il panorama in cui si inserisce, è considerata una delle più spettacolari al mondo.

## Nome
La sua doppia vetta ricorda la coda di un pesce, da qui il nome che significa "coda di pesce" in nepalese. È anche soprannominato il "Cervino del Nepal".

## Ascensioni
Il Machapuchare è venerato dalle popolazioni locali come particolarmente sacro al dio Shiva e vi è quindi vietata la pratica dell'alpinismo.
Ufficialmente, nessun alpinista, individualmente o in spedizione, ha mai raggiunto la sommità del Machapuchare fino ad oggi. L'unico tentativo documentato risale al 1957, quando l'alpinista inglese Wilfrid Noyce si fermò a 50 m dalla vetta per rispetto alle tradizioni locali.
Da allora, la montagna è stata dichiarata sacra e interdetta agli alpinisti.

## Galleria d'immagini

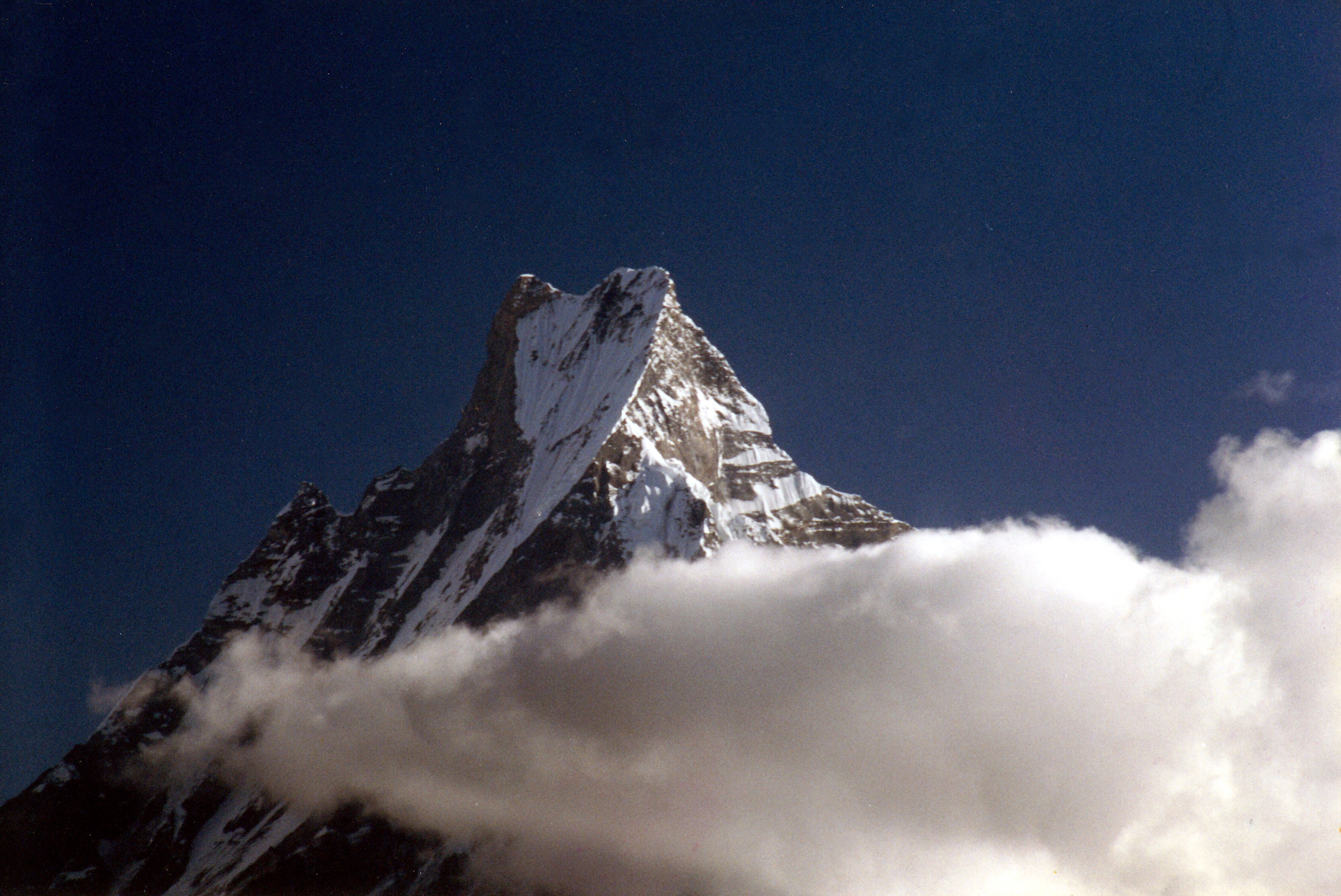
Machhapuchchhre con la cima a coda di pesce da cui deriva il nome
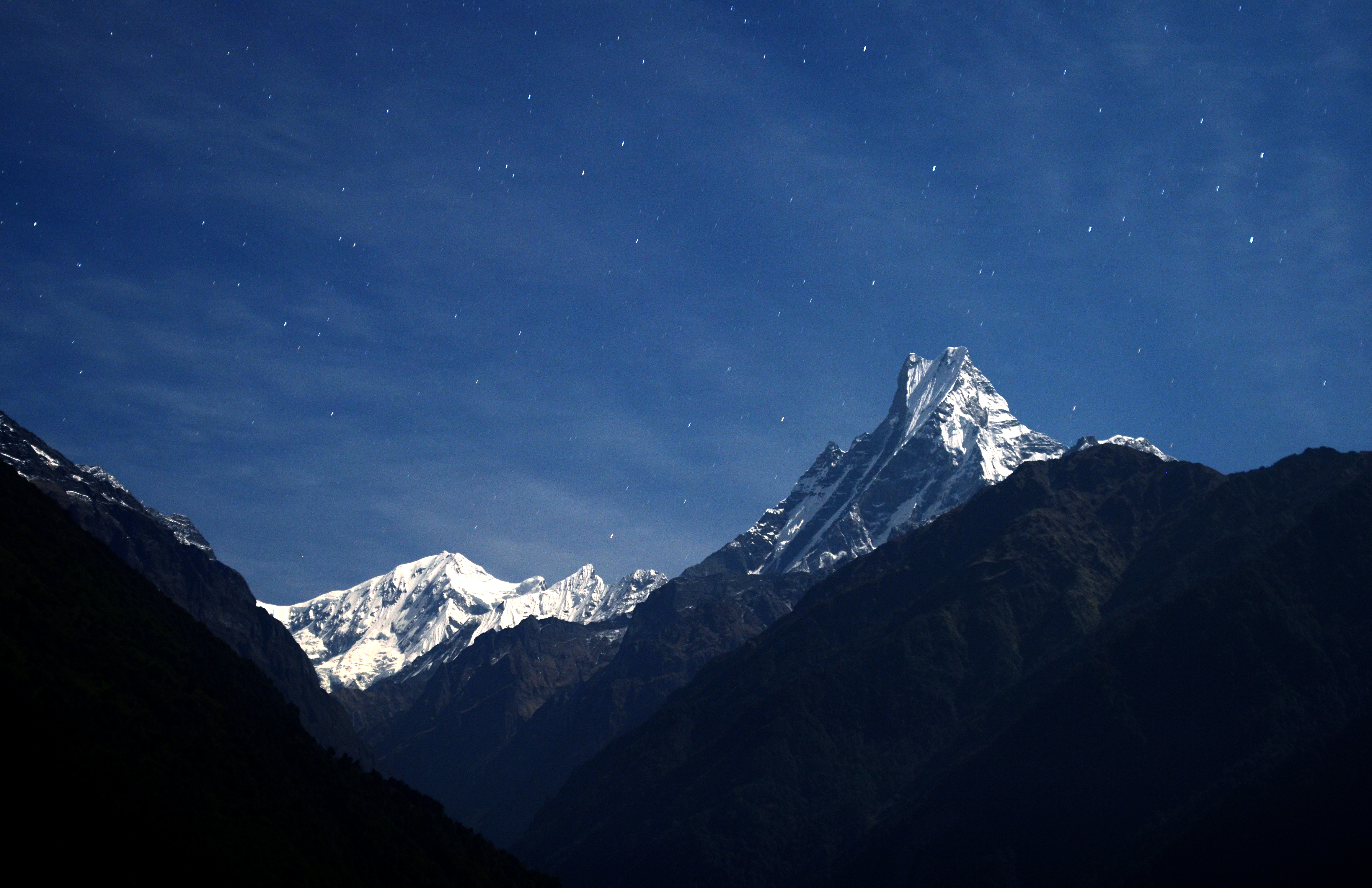
Machhapuchchhre visto da Ghandruk
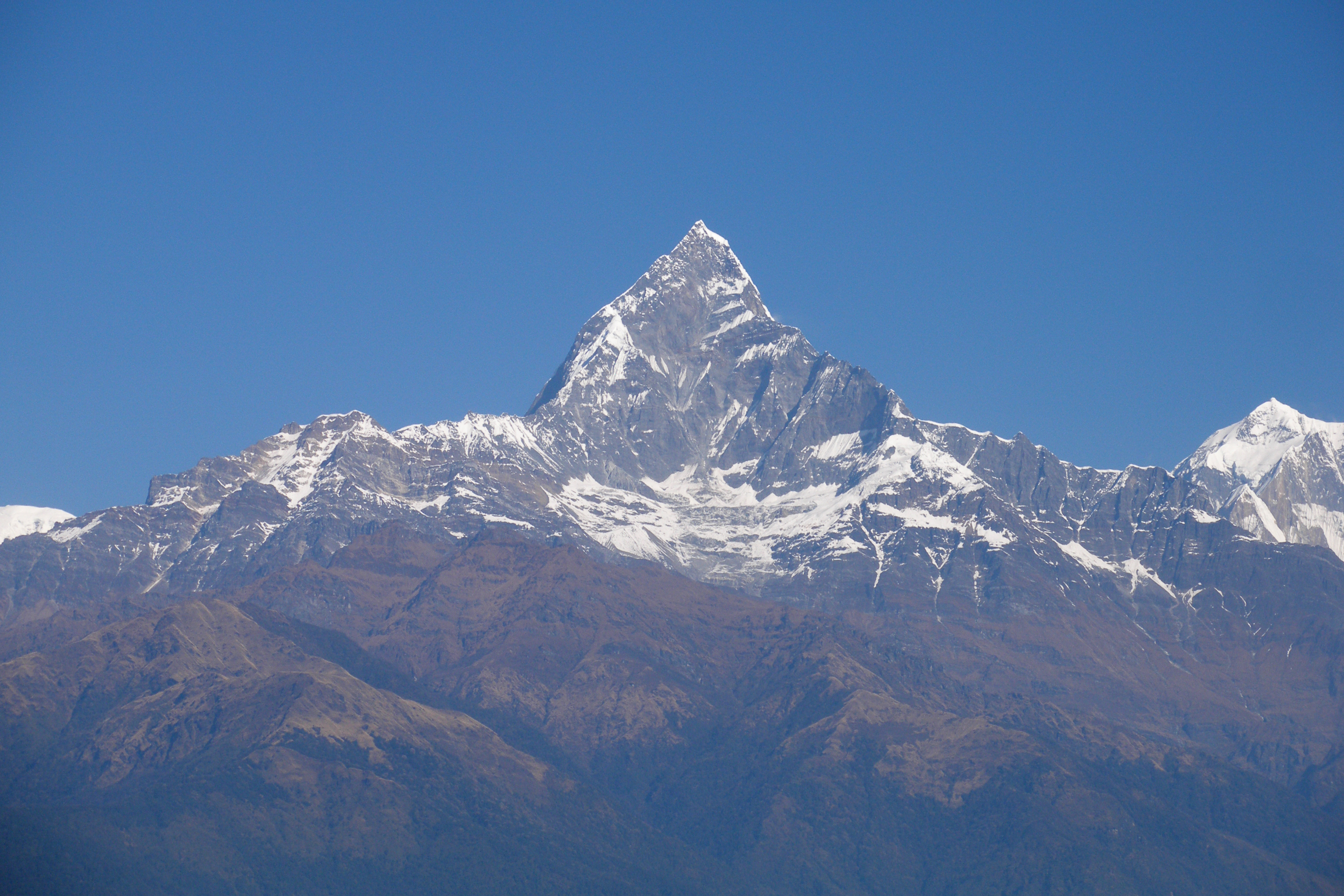
Machhapuchchhre da Pokhara
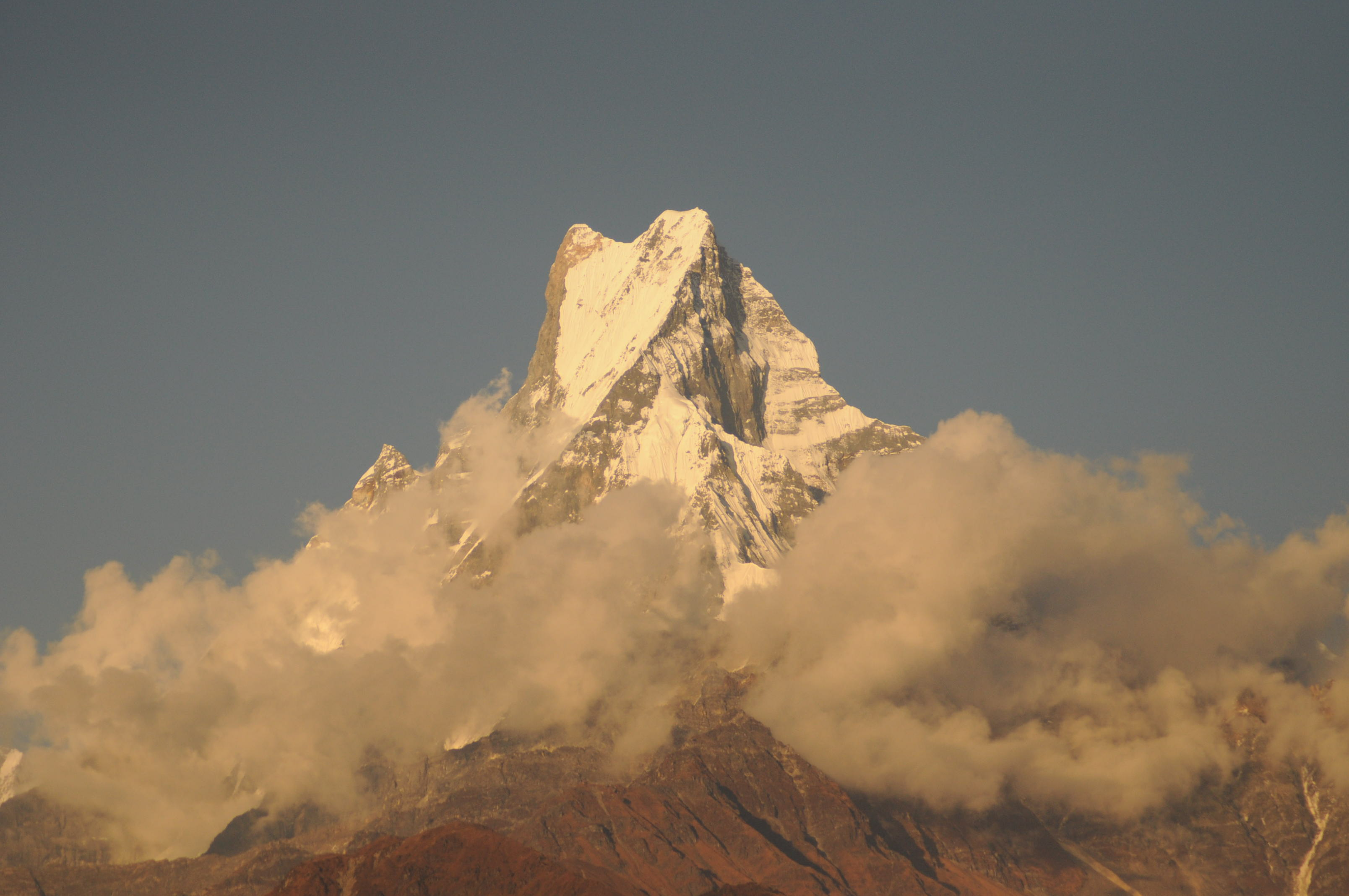
Vista del monte Macchapucchere
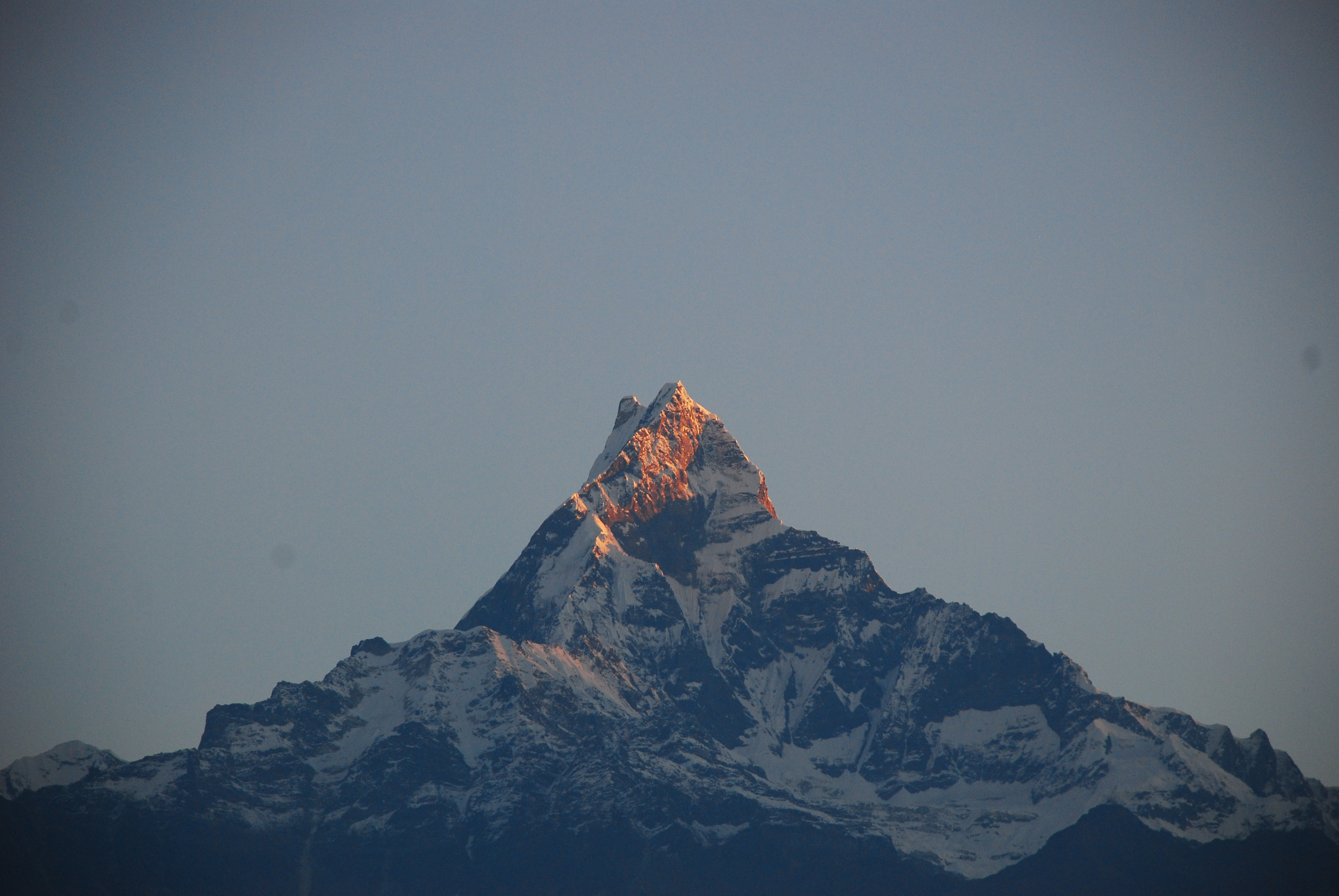
Vista del monte Macchapucchere